# José Ángel Carmona
José Ángel Carmona (El Viso del Alcor, 29 januari 2002) is een Spaans voetballer die bij voorkeur als rechtsback speelt. Hij speelt bij Sevilla.

## Clubcarrière
Carmona is een jeugdproduct van Sevilla. Op 13 maart 2022 debuteerde Carmona in La Liga tegen Rayo Vallecano. In januari 2023 werd hij voor zes maanden uitgeleend aan Elche. Tijdens het seizoen 2023/24 werd hij uitgeleend aan Getafe.